# Dinastija Liao
Dinastija Liao (pojednostavljeni kineski: 辽朝; tradicionalni kineski: 遼朝; pinyin: Liáo Cháo; kitanski jezik: Mos Jælut), također poznata i kao Kitansko Carstvo (Kineski jezik: 契丹國, Qìdān Guó; kitanski: Mos diau-d kitai huldʒi gur), bila je država u Istočnoj Aziji koja je kao carstvo vladala Mongolijom, te dijelovima današnjeg Kazahstana, ruskog Dalekog istoka i sjeverne Kine između 907. i 1125. Osnovao ju je kitanski veliki kan Abaoji u vrijeme kolapsa kineske carske dinastije Tang.
Liao Carstvo je uništila jurčenska dinastija Jin 1125 godine. Dijelovi kitanskog naroda pod vodstvom Yelü Dashija su izbjegli i osnovali dinastiju Xi (Zapadni) Liao, također poznatu i kao Kara-Kitanski Kanat. Ona je stekla značajan uticaj na Centralnu Aziju i održala se sve do mongolske invazije pod Džingis Kanom 1220.

## Vanjske poveznice
- "Gilded Splendor" - Liao Dynasty art at Asiasociety.org